# 英國東方航空
英國東方航空是一間英國的航空公司，公司總部史基浦大廈位於英格蘭北林肯郡基明頓亨伯賽德機場。英國東方航空提供定期航班及私人包機服務，每年運載800,000定期航班的乘客。東方航空的持有人為Bryan Huxford (59%) 和 Richard Lake (41%)。
航空公司的機組人員基地為紐卡斯爾機場、達拉謨戴斯谷機場、亨伯賽德機場、東米德蘭機場、阿伯丁機場、威克機場、沃頓機場、諾威治國際機場、南安普敦機場及第戎機場。航空公司以英國民航局類別A的營業執照來在20座位或以上的飛機上運送乘客、貨運和郵件。

## 歷史

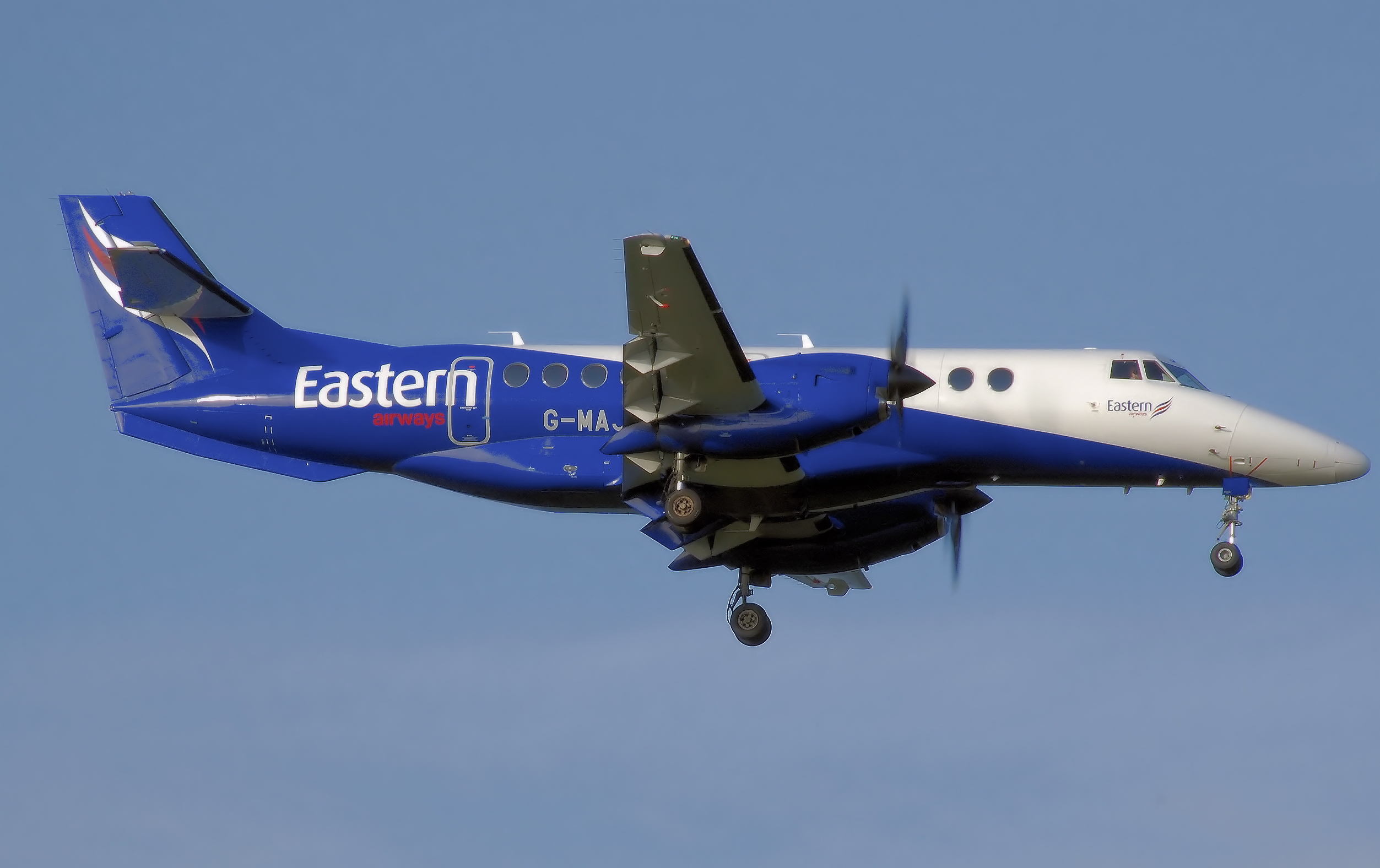
英國航太公司捷流41在降落

英國東方航空於1997年12月正式營運，首條航線為被皇家荷蘭航空放棄的亨伯赛德－亞伯丁航線。1999年2月，東方航空收購曼徹斯特的基爾羅航空，獲得空中營運認證，並取得架捷流32。2002年，東方航空接收首架捷流41，是東方航空現今主要機種。在2003年3月30日，英國航空城市快線把12架捷流41和一些聯營航線轉移給東方航空營運，東方航空便以此作為跳板進入許多英國的區域機場，成為現今的飛機基地。同年向城市航空濕租ERJ-135和ERJ-145營運一些長程航線，但很快地被薩博2000取代。東方航空從十字航空及其它公司購下更多薩博2000和向美國的航空公司購買捷流41。
2008年起，東方航空提供來往亞伯丁至昔德蘭群島的服務，此航線主要是運載鑽油工人往昔德蘭群島。2010年7月東方航空接收了一架37座的ERJ-135，並簽下飛機租借合同，以取代第一批ERJ-135。新飛機除了主要執行往中東歐地區的區域航班外，還會增加國內航班的彈性。2010年9月，東方航空宣佈購下英國西南航空，但在7月14日宣佈西南航空會在9月14日起停止普利茅夫的服務，餘下航線在9月30日停止營運。

## 航點
- 挪威
  - 卑爾根－卑爾根機場
  - 斯塔萬格－斯塔萬格機場 (索拉)
- 法國
  - 波爾多－波爾多機場
  - 第戎－第戎機場
  - 南特－南特大西洋機場
  - 土魯斯－土魯斯－布拉尼亞克機場
- 英國
  - 英格蘭
    - 伯明翰－伯明罕國際機場
    - 布里斯托－布里斯托機場
    - 達拉謨/達寧頓/米德爾斯伯勒－達拉謨戴斯谷機場
    - 赫爾河畔京斯頓－亨伯赛德機場
    - 泰恩河畔新堡－紐卡斯爾機場
    - 布拉福/里茲－里茲布拉福國際機場
    - 諾里奇－諾里奇國際機場
    - 諾丁罕/萊斯特/德比 (英格蘭)－东米德兰兹机场
    - 南安普敦－南安普敦機場

  - 蘇格蘭
    - 亞伯丁－亞伯丁機場
    - 斯托诺韦－斯托诺韦機場
    - 威克－威克機場

  - 威爾斯
    - 加的夫－加的夫機場

## 機隊

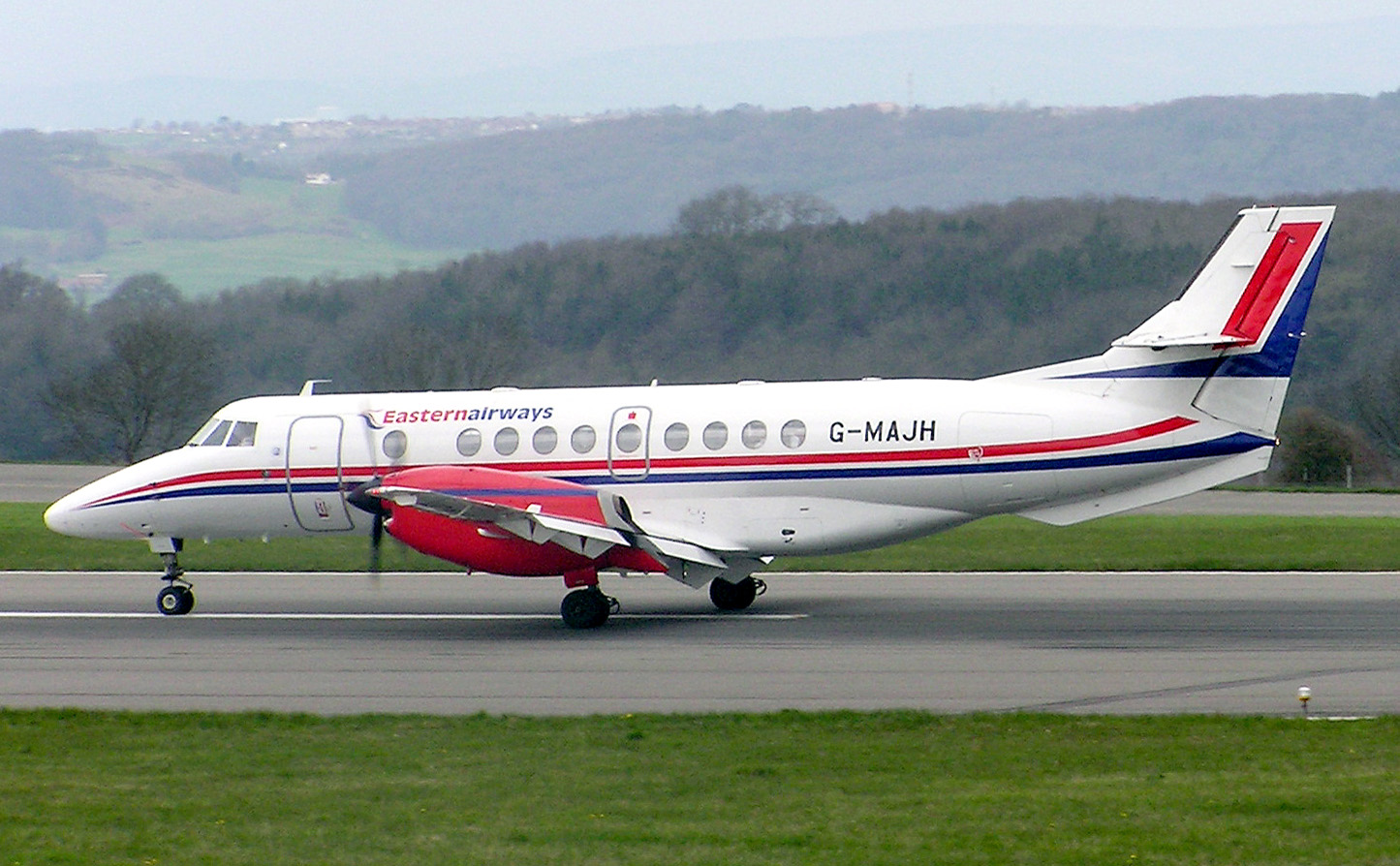
英國航太公司捷流41

在2011年8月8日，英國東方航空的機隊如下

## 外部連結
- 官方網站 （页面存档备份，存于）
- 圖片 （页面存档备份，存于）